# Buchenwaldgebiet und Hammerbachtal in der Dübener Heide
Das Buchenwaldgebiet und Hammerbachtal in der Dübener Heide ist ein FFH-Gebiet in der Gemeinde Muldestausee im Landkreis Anhalt-Bitterfeld und in den Städten Gräfenhainichen und Bad Schmiedeberg im Landkreis Wittenberg in Sachsen-Anhalt.

## Allgemeines
Das FFH-Gebiet ist circa 1001 Hektar groß (beim Bundesamt für Naturschutz ist die Größe mit 958 Hektar angegeben). Es überlagert sich mit dem Landschaftsschutzgebiet „Dübener Heide“. Das FFH-Gebiet ist durch die Landesverordnung zur Unterschutzstellung der Natura 2000-Gebiete im Land Sachsen-Anhalt (N2000-LVO LSA) seit dem 21. Dezember 2018 rechtlich gesichert. Zuständige untere Naturschutzbehörden sind die Landkreise Anhalt-Bitterfeld und Wittenberg.

## Beschreibung
Das FFH-Gebiet liegt östlich von Bitterfeld-Wolfen bzw. nördlich von Bad Düben im Naturpark Dübener Heide. Es umfasst ein Waldgebiet im Süden der Dübener Heide, einer waldgeprägten Endmoränenlandschaft, sowie einen Abschnitt des Hammerbachtals zwischen Eisenhammer und Tornau. Das Waldgebiet wird von großflächigen Hainsimsen-Buchenwäldern geprägt. Daneben sind auch Eichen-Hainbuchen- und Eichenwälder ausgebildet.
Die Buchenwälder werden von der Rotbuche dominiert. Dazu gesellen sich Traubeneiche und Hängebirke sowie teilweise Hainbuche. In der schütteren Krautschicht siedeln Weißliche und Behaarte Hainsimse, Pillensegge, Drahtschmiele, Weiches Honiggras, Wiesenwachtelweizen, Waldsauerklee, Salbeigamander und Zweiblättriges Schattenblümchen sowie auf feuchteren Standorten Pfeifengras, Winkelsegge und Rasenschmiele. Auf nährstoffreicheren Standorten sind Waldmeister-Buchenwälder ausgebildet. Während die Baumschicht ähnlich der der Hainsimsen-Buchenwälder aufgebaut ist, siedeln in der Krautschicht Hainrispengras, Waldflattergras, Riesenschwingel, Waldreitgras, Einblütiges Perlgras, Waldsegge, Zittergrassegge, Frauenfarn, Eichenfarn, Waldmeister, Buschwindröschen, Große Sternmiere, Vielblütige Weißwurz, Waldveilchen und Walderdbeere.
Stellenweise sind von Traubeneiche dominierte Eichenwälder auf Sandebenen ausgebildet, die forstlich bedingt aus Hainsimsen-Buchenwäldern entstanden sind und über eine weitgehend identische Krautschicht wie diese verfügen. Ebenfalls durch forstliche Aktivitäten aber aus Waldmeister-Buchenwäldern entstanden sind Labkraut-Eichen-Hainbuchenwälder mit Hainbuche und Traubeneiche als dominierende Baumarten, während auch hier die Krautschicht weitgehend den Buchenwäldern entspricht. Auf stärker von Grundwasser beeinflussten Standorten stocken auch Sternmieren-Eichen-Hainbuchenwälder mit Stieleiche, Hainbuche, Gemeiner Esche und Rotbuche, zu denen sich Bergahorn und Winterlinde gesellen. In der Krautschicht siedeln hier Rasenschmiele, Winkelsegge, Zittergrassegge, Waldflattergras, Frauenfarn, Echte Nelkenwurz, Echte Sternmiere und Zweiblättriges Schattenblümchen.
In Bachtälern sind Erlen-Eschenwälder mit Schwarzerle, Stieleiche, Hängebirke und Hainbuche ausgebildet. In der Strauchschicht stocken Hasel, Bergahorn, Vogelbeere, Gewöhnliche Traubenkirsche und Schwarze Johannisbeere. Die Erlen-Eschenwälder verfügen über eine sehr artenreiche Krautschicht mit Winkelsegge, Sumpfsegge, Rohrglanzgras, Waldsimse, Gewöhnlichem Gilbweiderich, Wasserminze, Giersch, Sumpfziest, Waldengelwurz, Uferwolfstrapp, Kohlkratzdistel und Wasserdarm.
Insbesondere im Hammerbachtal sind Mähwiesen mit Glatthafer, Straußgras, Ruchgras, Rotschwingel, Wiesenglockenblume, Wiesenplatterbse, Scharfem Hahnenfuß, Wiesenlabkraut und Echtem Labkraut sowie Feldhainsimse, Schafschwingel und Knöllchensteinbrech ausgebildet. Kleinflächig sind Hochstaudenfluren mit Storchschnabel und Mädesüß ausgebildet. Im Hammerbach siedelt Wasservegetation aus Alpenlaichkraut, Kleinem Laichkraut, Teichwasserstern und Einfachem Igelkolben. Der Hammerbach wird von Säumen aus Erlen-Eschenwäldern begleitet. In seinem Verlauf innerhalb des FFH-Gebietes ist er mehrfach zu Teichen angestaut. Hier siedeln unter anderem Gewöhnlicher Wasserhahnenfuß und Schwimmendes Laichkraut in zum Teil großen Beständen. An den Ufern sind Seggenriede mit Rispensegge, Drachenwurz, Zungenhahnenfuß, Sumpfblutauge, Sumpfveilchen und Sumpfhaarstrang ausgebildet.
Der Hammerbach ist Lebensraum für Biber und Fischotter. Die Wälder sind Lebensraum für verschiedene Fledermausarten, darunter Mopsfledermaus, Kleiner Abendsegler, Große Bartfledermaus, Braunes Langohr, Großes Mausohr, Fransenfledermaus und Kleine Bartfledermaus. Die Teiche sind Lebensraum verschiedener Amphibien.
Das FFH-Gebiet ist fast vollständig von weiteren Waldgesellschaften umgeben. Das Hammerbachtal tritt aus den Wäldern heraus und ist teilweise von Offenlandbereichen umgeben. Im Süden grenzt es an die Ortslage von Tornau. Das FFH-Gebiet wird von der Bundesstraße 2 und den Kreisstraßen 2029 und 2036 gequert, im Osten grenzt es an die Landesstraße 128.